# Ekonomie (náboženství)
V pravoslavné církvi, katolické církvi a v učení církevních otců, které je základem teologie těchto společenství, má ekonomie či oekonomie (řecky οἰκονομία, oikonomia) několik významů: Základním významem slova je „zacházení“ nebo „nakládání“ či „správa“ s věcí, nebo doslova „hospodaření“, obvykle se předpokládá nebo naznačuje dobré či rozumné zacházení (na rozdíl od špatného zacházení) s danou věcí. Stručně řečeno, economia je uvážlivé odchýlení se od litery zákona za účelem dodržení ducha zákona a charity. To je v protikladu k legalismu neboli akribia (řecky ακριβεια), což je přísné dodržování litery církevního zákona.

## Pravoslaví

### Božská ekonomie
Božská ekonomie se ve východní ortodoxii nevztahuje pouze na Boží činy, které vedou ke spáse a vykoupení světa, ale na veškeré Boží jednání a interakce se světem, včetně stvoření.
Podle Losského se teologie (doslova „slova o Bohu“ nebo „učení o Bohu“) zabývala vším, co se týkalo Boha samotného, v něm samém, tj. učením o Nejsvětější Trojici, božských vlastnostech apod.; nezabývala se však ničím, co se týkalo stvoření nebo vykoupení. Lossky píše: „Rozdíl mezi οικονομια [ekonomií] a θεολογια [teologií] [...] zůstává společný většině řeckých Otců a celé byzantské tradici. θεολογια [...] znamená ve čtvrtém století vše, co lze říci o Bohu uvažovaném v něm samém, mimo jeho stvořitelskou a vykupitelskou ekonomii. Abychom se k této ,teologiiʻ správně takzvaně dostali, musíme tedy jít za [...] Boha jako Stvořitele vesmíru, abychom byli schopni vymanit pojem Nejsvětější Trojice z kosmologických důsledků vlastních ,ekonomiiʻ.“

### Církevní ekonomie
Ekumenický patriarchát se domnívá, že díky „extrémní oikonomii“ mohou být ti, kdo jsou pokřtěni ve starobylé východní, římskokatolické, luteránské, starokatolické, moravské, anglikánské, metodistické, reformované, presbyteriánské, bratrské, Shromáždění Boží nebo baptistické tradici, přijati do pravoslavné církve skrze svátost biřmování, a nikoli skrze opakovaný křest.

### Kanonické právo
V kanonickém právu pravoslavné církve existují také pojmy akriveia a economia (ekonomika). Akriveia, což je přísnost, „je přísné uplatnění (někdy i rozšíření) pokání, které se uděluje nelitujícímu a zvykovému pachateli“. Economia, což je sladkost, „je rozumné zmírnění pokání, když hříšník projeví lítost a pokání.“

## Katolicismus
Hlavní článek: Ekonomie spásy
Podle Katechismu katolické církve:
Církevní otcové rozlišují mezi „teologií“ a „ekonomií“; prvním termínem označují tajemství vnitřního života trojjediného Boha a druhým všechna Boží díla, jimiž se Bůh zjevuje a sdílí svůj život. Skrze „ekonomii“ je nám zjevena „teologie“; ale též „teologie“ zase osvětluje celou „ekonomii“. Boží díla zjevují, kým je Bůh sám v sobě; a naopak tajemství jeho vnitřního bytí osvětluje chápání všech jeho děl. Podobně je tomu i mezi lidskými osobami. Osoba se projevuje svými činy, a čím lépe známe nějakou osobu, tím lépe chápeme její činy.